# Єлизавета Богемська
Єлизавета Богемська (англ. Elizabeth of Bohemia; чеськ. Eliška Přemyslovna; 20 січня 1292, Прага — 28 вересня 1330, Прага) — богемська принцеса, донька короля Богемії і Польщі Вацлава II; перша дружина короля Яна Люксембурзького. Мати імператора Священної Римської імперії Карла IV.
Є нащадком Великих князів Київських. Онука Кунегунди Галицької, правнучка князя Ростислава Михайловича, прапраправнучка Великого князя Київського Романа.

## Біографія

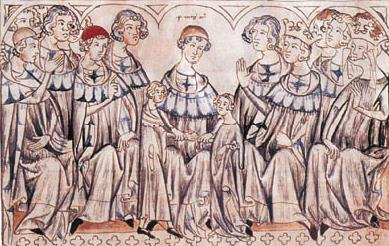
Весілля Яна та Елізабети 1310 р.

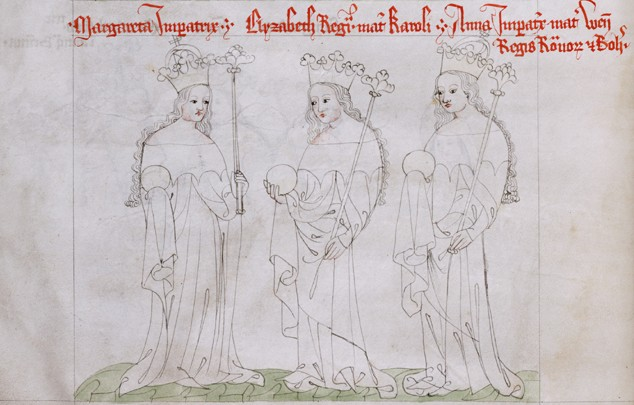
Єлізавета (центр) з свекрухою Маргаритою Брабантською (зліва) та невісткою Анною (зправа)

Народилась 20 січня 1292 року. Була донькою короля Богемії Вацлава II і Юдити Габсбурґ. Її мати померла, коли Елізабет було п'ять років, а з її десяти братів і сестер тільки чотири дожили до дорослого життя: Вацлав, Анна, Елізабет і Маргарет. 
Через шість років після смерті матері її батько одружився вдруге з польською принцесою Ельжбетою Риксою, з династії П'ясти. Батько Єлизавети отримав корону Польщі. Від другого шлюбу в Єлизавети була зведена сестра Аґнеса. 
Після смерті матері виховувалася у жіночому монастирі Святого Їржі в Празькому Граді, де абатисою була її тітка Кунгута.
1306 року, після припинення чоловічої лінії династії Пршемисловичів спадкові права на трон Богемії перейшли до чотирьох дочок короля Вацлава II: Ганни, Елізабет, Маргарити і Аґнеси. 
Богемські пани обрали королем чоловіка Ганни Генріха Хорутанского. В той самий час, король Німеччини Альбрехт I Габсбург передав Богемське королівство в лен своєму сину Рудольфу. За допомогою німецької армії Рудольфу вдалось захопити трон, проте після передчасної смерті Рудольфа на півдні Богемії 1307 році на Богемський престол, за рішенням панів, знову повернулися Генріх Хорутанський і Ганна.
Невдоволена правлінням Генріха богемська шляхта і князі незабаром вирішили замінити його на троні іншою донькою Вацлава II — вісімнадцятирічною сестрою королеви Ганни — Єлизаветою. Для цього вона була запропонована в дружини принцу Яну Люксембурзькому, синові імператора Генріха VII, а як придане Яну І запропонували Богемську корону. 
Дізнавшись про ці плани Генріх Хорутанський спробував видати Єлізавету за одного з лояльних йому Богемських панів, проте принцеса стала проти цього шлюбу, після чого король замкнув її в одному з будинків Старого міста і тримав як полонянку. 
1310 році пан Ян з Вартенберка вивіз Єлизавету з Праги і заховав її від короля в Німбурку. В тому ж році вона була доставлена в Шпайєр, де вийшла заміж за чотирнадцятирічного Яна Люксембурзького, після чого імператор передав Богемське королівство йому в лен.
1311 року Ян Люксембурзький і Елізабет Пршемисловна були короновані в Празі як король і королева Богемії. 
1317 року королева Єлизавета стала фактичною правителькою Богемії, в той час, як король Ян вирушив на допомогу королю Німеччини Людвігу IV, який воював з Фрідріхом Австрійським. Майже відразу проти королеви розпочався заколот панів на чолі з паном Їндржихом з Липи. 
Повернувшись на батьківщину Ян Люксембурзький зустрів запеклий опір підданих і 1318 року його війська були розбиті, проте незабаром за посередництва німецького короля Людвіга між Яном та опозицією було укладено мирну угоду. 
Помирившись з бунтівними панами, серед яких був Їндржих з Липи, король Ян, ведучи спільно з ними розгульний спосіб життя, поступово потрапив під їх вплив. Пани, прагнучи повністю усунути королеву Єлизавату від влади і позбавити її впливу на чоловіка, послідовно налаштовували проти неї короля Яна і дійшли до того, що 1319 року повідомили про неіснуючу змову проти короля, на чолі якого нібито стояла королева Єлизавета. 
Король заслав королеву в Мельник, де наказав їй провести решту життя в ув'язненні, а маленького сина Вацлава ув'язнив з двома няньками у вежу Локета. 
Ці події послужили причиною повстання городян Старого міста, які спільно з деякими панами запросили королеву Єлизавету в Прагу. 
Король Ян при підтримці Їндржиха з Липи підступив до Праги і почав штурмувати Старе місто. Після успішного захисту міста, було укладено мирну угоду між королем, з одного боку, і Старим містом і королевою, з іншого.
1321 року на деякий час запанував мир, однак пани, що самовладно керували країною, бачили в королеві суперницю в боротьбі за владу і всіляко намагалися налаштувати короля проти дружини. Зрештою, незадовго до битви при Мюльдорфі (1322 рік) Елізабета втекла з Богемії і оселилася в Нижній Баварії у свого зятя герцога Генріха XIV. 
Королева повернулася до Богемії 1325 року, коли її чоловік остаточно переконався в необґрунтованості звинувачень.
Померла від сухот 1 жовтня 1330 року в будинку свого зведеного брата Яна Волек на Вишеграді й була похована поряд зі своїм батьком королем Вацлавом II в цистеріцанському Збраславському монастирі .

## Діти
- Маргарита (1313—1341), дружина Генріха Вітельсбаха, герцогиня Баварська
- Бона (1319—1346), дружина Іоанна II, короля Франції
- Карл (1316—1378), імператор Священної Римської імперії, король Богемії
- Пжемисл Оттокар (1318—1320), принц Богемії
- Іоган Генріх (1322—1375), маркграф Моравії
- Анна (1323—1338), дружина Оттона Габсбурґа, герцогиня Австрійська
- Елізабет (1323–1324), сестра-близнюк Анни, померла немовлям.

## Родовід
Єлизавета веде свій родовід, в тому числі й від великих князів Київських Ярослава Мудрого та Романа Великого.